# Everything I Own
Everything I own is een lied geschreven door David Gates. Het gaat over het verlies van zijn vader, terwijl het vaak als losstaand liefdesliedje wordt geïnterpreteerd.

## Bread
De eerste die het opnam, was Gates zelf met zijn toenmalige muziekgroep Bread. Het had vrijwel direct succes in de Verenigde Staten en het Verenigd Koninkrijk. In de Billboard Hot 100 stond het 13 weken genoteerd met een hoogste plaats nummer 5. In de Britse Top 50 stond het 6 weken met hoogste plaats nummer 33. Jaren later zou Gates de schade daar inhalen. Nederland en België bleven flink achter. Het is daarom een eigenaardigheid dat het plaatje wel, als zij het maar eenmaal, de Radio 2 Top 2000 wist te halen.

### NPO Radio 2 Top 2000
Everything I Own stond alleen in 2004 in de NPO Radio 2 Top 2000, op plek 1958.

## Ken Boothe
De achterstand in royalty's vanuit het Verenigd Koninkrijk werd flink ingelopen in 1974. Toen stond de reggaeversie van Ken Boothe in de Britse hitparade drie weken nummer 1 in 12 weken notering. Ook bij deze versie lieten Nederland en België verstek gaan.

## Boy George
In 1987 begint de kassa opnieuw te rinkelen voor Gates. Boy George, dan even niet in Culture Club nam het op voor zijn eerste soloalbum Sold. Daarvan was Everything I own dan weer de eerste single. En opnieuw scoort Everything I own in Engeland. Het staat dan 9 weken in de Top 50 met tweemaal een nummer 1-notering. Nederland en België doen dan wel ineens mee. In Vlaanderen wordt Boy George alleen dwarsgezeten door Mel & Kim met Respectable, anders had hij daar in beide lijsten de nummer-1 positie gehaald.

### Nederlandse Top 40
| Positie: | 40 | 18 | 10 | 4 | 3 | 3 | 3 | 5 | 9 | 13 | 16 | 29 | uit |

### NederlandseSingle Top 100
| Positie: | 36 | 8 | 4 | 4 | 4 | 4 | 5 | 6 | 9 | 15 | 16 | 29 | 35 | 56 | 79 | uit |

### BelgischeBRT Top 30
| Positie: | 9 | 8 | 4 | 2 | 2 | 3 | 3 | 7 | 11 | 21 | uit |

### VlaamseUltratop 50
| Positie: | 14 | 8 | 6 | 2 | 2 | 2 | 2 | 6 | 8 | 14 | 26 | uit |

## Andere versies
Er zijn talloze andere artiesten die dit nummer hebben opgenomen. Onder hen zijn Shirley Bassey, The Connells, Jack Jones. Olivia Newton-John, Georgie Fame, *NSYNC, Jude, Rod Stewart, Crystal Gayle, Nicole Scherzinger, Chrissie Hynde, Greg London. Edison Lighthouse, Hernaldo Zúñiga, Aiza Seguerra, Vanessa Hudgens en Boyzone. Bassey nam het op voor haar album Never never never, maar het werd niet meegeperst. Het verscheen pas in 1994 op een verzamelalbum van haar.